# TuxMath
TuxMath és un joc educatiu per a alumnes de primària, dissenyat per tal de practicar operacions aritmètiques senzilles de sumes, restes, multiplicacions i divisions.
En les operacions de suma, resta, multiplicació i divisió, el joc es desenvolupa en un ambient lunar on uns cometes van caient acompanyats d'un càlcul matemàtic que haurem de resoldre abans que xoquin contra dels iglús dels nostres amics pingüins. El pingüí Tux controla un làser que pot destruir aquests cometes, però per tal de fer això, primer serà necessari respondre de manera correcta al càlcul de l'operació. La dinàmica del joc recorda l'antic joc de sales recreatives Space Invaders.
En una de les opcions del programa, es poden fer càlculs factorials i fraccionaris, més avançats que els anteriors, on el joc que es presenta és semblant a l'Asteroids, on el Tux controla una nau espacial que ha de destruir els meteorits. Aquí, a més de la dificultat afegida del càlcul, també s'ha de controlar la nau per tal de no xocar contra els meteorits que volten per la pantalla, mentre s'apunta al que es vulgui destruir seleccionant abans el dígit adient al seu càlcul. Si el número seleccionat no és el correcte, malgrat que disparem al meteorit no li podrem fer cap mal.
El TuxMath incorpora 58 lliçons, a més de les opcions de factorització i fraccionament.